# Butzemann

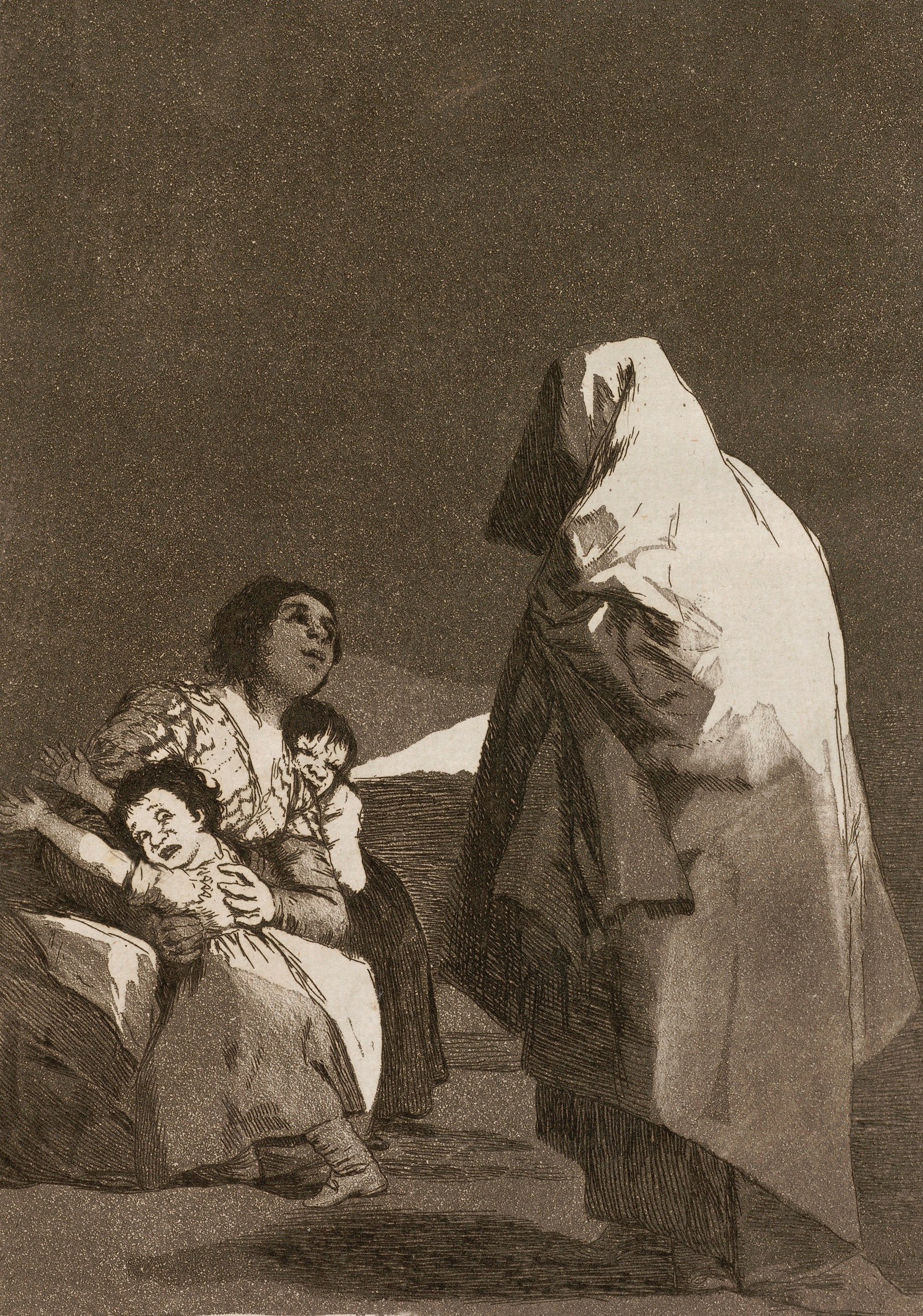
Darstellung der spanischen Entsprechung des Butzemanns, El Coco, von Francisco de Goya (1769/97)

Der Butzemann (auch Butz, Bütze, Butze, Putz, Boz, Buz, Butzenmann, Buschemann, Bugimann, Bullebeiß, Busemand, Buhmann, Boesman, Böölimann, Bölimaann, Böllimaa oder Böögg genannt) ist eine Sammelbezeichnung für schreckende Dämonen und Gespenster, insbesondere alle kobold- oder zwergenartigen. Die Figur ist vorwiegend aus dem süddeutschen, schweizerischen, aber auch im norddeutschen und skandinavischen Raum bekannt und wurde stark gefürchtet. In neuerer Zeit taucht sie hauptsächlich als Kinderschreckfigur auf, ähnlich dem „schwarzen Mann“, wenn dies auch nicht ihr ursprünglicher Charakter war.
In der modernen Fassung des Kinderliedes Es tanzt ein Bi-Ba-Butzemann wird aus der Schreckfigur ein lustig tanzender Zwerg, der gute Kinder mit Äpfeln aus seinem Säcklein beschenkt.

## Etymologie
Sprachlich wird der Ausdruck aus dem mittelhochdeutschen Wort bôzen „schlagen, poltern, klopfen“ abgeleitet. Eine andere Namensherleitung ist der frühneuhochdeutsche butze „Larve, Maske, Popanz, Gespenst, Schreckgespenst“. Eine weitere Bezeichnung für den Butzemann ist Mummelmann, d. h. „der vermummte Mann“. Es gibt auch aus diesen beiden Ausdrücken zusammengesetzte Formen wie Butzenmummel, Mummelputz, Mombotz (in Hessen) und Mumpitz. Die Bezeichnung ist ein allgemeiner Sammelbegriff für allerlei Dämonen und andere gespenstische Wesenheiten.
Eine schriftlich belegte Ableitung stammt aus dem Jahr 1510: Im Liber vagatorum wird rotwelsches „Butzeilman“ mit „Zagel“ verdeutscht, was Schwanz oder Penis bedeutet.
Im angelsächsischen Raum entspricht der Butzemann im weitesten Sinne dem Boggart oder Bogeyman, was oft auch als „schwarzer Mann“ übersetzt wird. Er kommt nachts aus Kleiderschränken oder kratzt am Fenster; sein Aussehen wird je nach Haushalt unterschiedlich beschrieben. Er ist eine beliebte Figur in Fantasyromanen, wie beispielsweise Terry Pratchetts Scheibenweltserie und Horrorfilmen.

## Ähnliche Gestalten
Etymologisch nahe verwandt sind folgende Sagengestalten:
- der friesländische Puk
- der englische Puk, bekannteste Ausprägung als Puck bei William Shakespeare
- der englische Bogeyman[5]
- der schwedische Pocker für Teufel
- der norwegische Puk bzw. Draug, ein bösartiger Wassergeist
- der isländische Púki bzw. Púkinn für „kleiner Teufel“
- der ostfriesische Busebeller (etymologische Verwandtschaft unsicher)
- der süddeutsche Goggolori (auch als Hutzelmann bezeichnet durch Otto Reuther)